# Leonard Jonkers

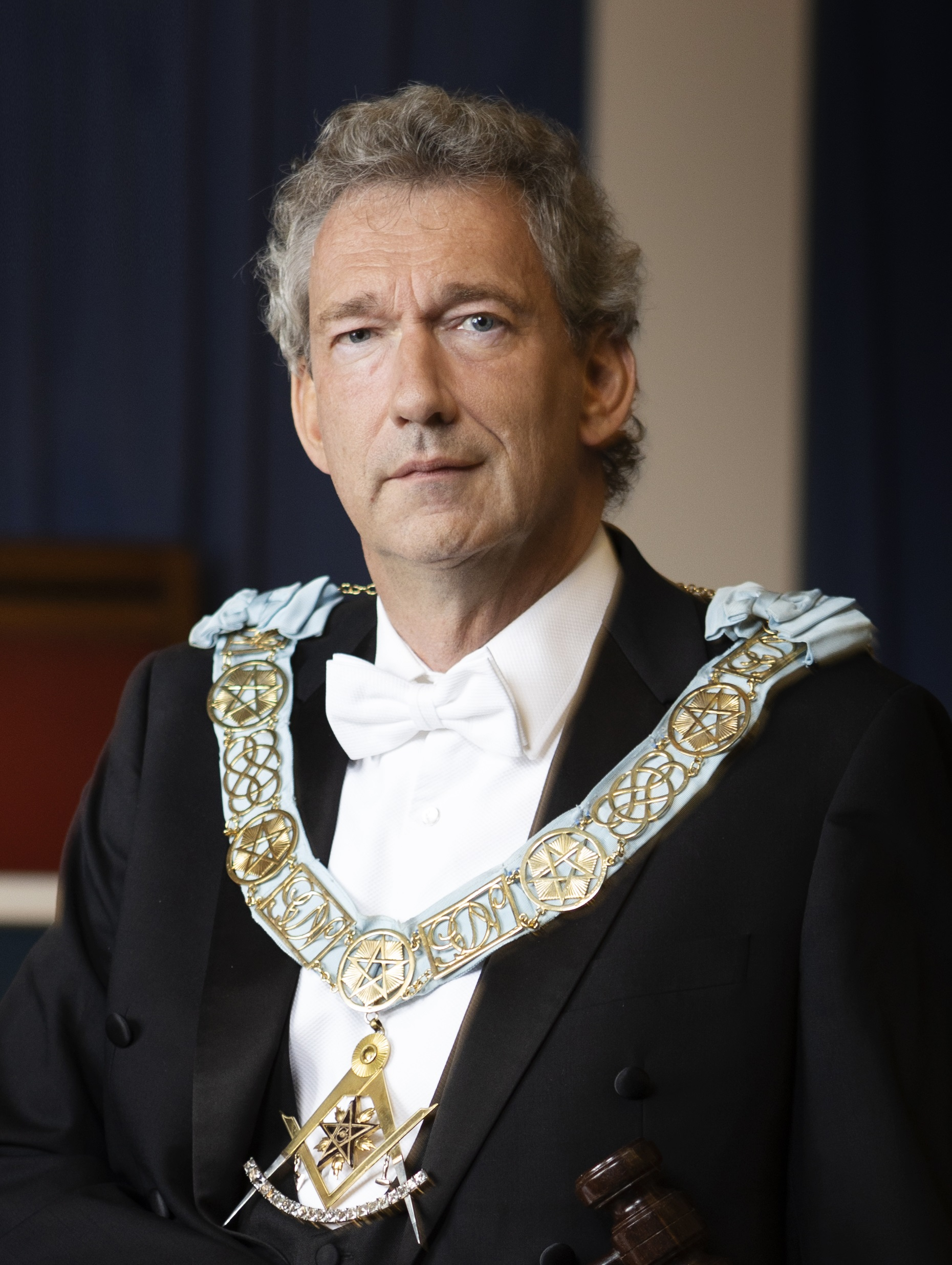
Leonard Jonkers als Grootmeester in 2022

Leonard Jonkers (Eindhoven, 4 maart 1963) is sinds 2022 Grootmeester van de Orde van Vrijmetselaren in Nederland.

## Biografie
Jonkers volgde het Johan de Witt-gymnasium te Dordrecht. Hij werd in 1992 horecaondernemer. 
In 2006 stond hij bij de Tweede Kamerverkiezing derde op de lijst van het Ad Bos Collectief. De partij wist geen zetel te behalen. Hij stelde zich namens de VVD in 2018 kandidaat voor de gemeenteraad van zijn woonplaats Etten-Leur en werd burgerraadslid met spreekrecht voor financiën en economie. 
Jonkers werd 18 juni 2022 in Utrecht verkozen tot Grootmeester van de Orde van Vrijmetselaren. Hij werd kandidaat gesteld door Loge De Schakel uit Dordrecht waarvan hij als Meester-vrijmetselaar lid is. Het voorstel kreeg al in de eerste stemronde een beslissende meerderheid van de loges tijdens het zogenaamde Grootoosten, de jaarvergadering van de Orde. Voor de functie van Grootmeester waren drie kandidaten beschikbaar. De andere twee kandidaten waren Herman Kers van Loge Gamma uit Amstelveen en Henk Janssen van Loge La Simplicité uit Venlo. Enkele uren later die dag werd Jonkers geïnstalleerd als Grootmeester in een Grootloge, een rituele bijeenkomst uitgevoerd door het hoofdbestuur van de Orde. De zittingstermijn voor Grootmeesters is drie jaar, met een eenmalige mogelijkheid tot herverkiezing.